# Pinhais
Pinhais é um município brasileiro do estado do Paraná, localizando-se na Região Metropolitana de Curitiba. Tornou-se oficialmente um município em 1992, quando emancipou-se do município de Piraquara. Sua população é de 127,019 habitantes, conforme dados do IBGE de 2024.
A Cidade se destaca tanto no cenário estadual quanto nacional. De acordo com o Índice Firjan de Desenvolvimento Municipal (IFDM) de 2025, o município alcançou a 55ª posição no ranking nacional e a 14ª no estadual, evidenciando avanços significativos em áreas como emprego, saúde e educação. No que diz respeito ao Produto Interno Bruto (PIB), Pinhais mantém-se entre as principais economias do Paraná. Segundo dados de 2021, o município ocupa a 8 posição no estado, com um PIB nominal de R$ 7,96 bilhões .Em termos de desenvolvimento humano, Pinhais apresenta um Índice de Desenvolvimento Humano Municipal (IDH-M) de 0,751, conforme dados do Programa das Nações Unidas para o Desenvolvimento (PNUD) de 2010, posicionando-se entre os municípios com alto desenvolvimento humano no Paraná .

## Etimologia e símbolos culturais
Ver também: Pinheiro-do-paraná e Gralha-azul
O termo "Pinhais" provém da palavra pinus, porque durante seus primeiros anos, a região abrangia uma grande quantidade de pinheiros. A palavra 'pinha', descende do latim e significa pinus, como é chamado os pinheiros. Durante o início da povoação, Pinhais abrangia uma enorme quantidade de Pinheiros-do-Paraná (Araucaria angustifolia), árvore símbolo do estado paranaense. As criaturas responsáveis pela disseminação, ou seja, da plantação destas árvores são as gralhas-azuis, que ao alimentarem-se de pinhões acabam por semear a semente. A gralha-azul tornou-se um símbolo municipal sendo até mesmo citada no hino municipal de Pinhais. As araucárias foram empregadas na bandeira e no brasão do município.

## História
Por sua proximidade com Curitiba, o território do atual município de Pinhais acompanhou o correr dos fatos, durante a ocupação e desenvolvimento do planalto curitibano, tendo como centro a capital paranaense. Foi importante a construção da Estrada de Ferro Curitiba-Paranaguá, cortando a região na direção leste. Nas imediações de onde se situa a empresa Brasholanda, havia uma Indústria cerâmica, de propriedade da família de Joaquim Torres. A empresa foi adquirida, em meados de 1920, sob hipoteca, por Guilherme Weiss, que aperfeiçoou a técnica de produção. O conde Humberto Scarpa, genro de Guilherme Weiss, herdou a cerâmica, mantendo a produção até 1960. Mais tarde, organizou a imobiliária Rui Itiberê da Cunha, parcelando e pondo à venda as áreas de Weissópolis, Vargem Grande, Vila Esplanada e Vila Tarumã.
A história recente do município de Pinhais, liga-se com a história da ocupação urbana de Curitiba. Tendo como referência as políticas desenvolvimentistas adotadas no Brasil, em meados da década de 1950 em diante, o norte do Paraná foi cenário da expansão agrícola, inicialmente com o plantio de cafezais. O estímulo à agricultura graneleira (soja, trigo, milho e algodão), expandiu vertiginosamente a ocupação de terras no Estado, especialmente no norte novo e sudoeste, nas décadas de 1960 e 1970, consolidando o Paraná como o "Celeiro do Brasil".
Esta agricultura expansiva, aliada à pecuária de corte, assentou-se na lavoura mecanizada, na formação de latifúndios, dispensando a mão-de-obra. Os trabalhadores rurais e mais os pequenos camponeses, expulsos do campo, viram-se na contingência de procurar a cidade, sempre num movimento da pequena para a média, e das médias cidades para os grandes centros urbanos.
Assim o município de Curitiba foi recebendo contingentes populacionais do interior do Estado, assim como de Santa Catarina, nestas últimas três décadas. Vinham atrás de empregos e outras oportunidades oferecidas pela grande cidade. Aliado a esses fenômenos, o controle do uso do solo urbano, desenvolvido pelo município de Curitiba, foi elevando o custo da terra, centrifugando a população de menor renda para a periferia, cada vez mais distante. Este processo de periferização atingiu as áreas limítrofes dos municípios vizinhos ao da capital, incluindo aí o atual município de Pinhais. Atualmente Pinhais constitui-se em um dos mais industrializados municípios do Estado.
Pela Lei Estadual nº 4.966, de 19 de novembro de 1964, sancionada pelo governador Ney Aminthas de Barros Braga, foi criado o distrito administrativo de Pinhais e em 18 de março de 1992, através da Lei Estadual nº 9.906, assinada pelo governador Roberto Requião de Mello e Silva, o distrito foi elevado à categoria de município emancipado, cuja instalação deu-se em 1 de janeiro de 1993.

### Estação ferroviária

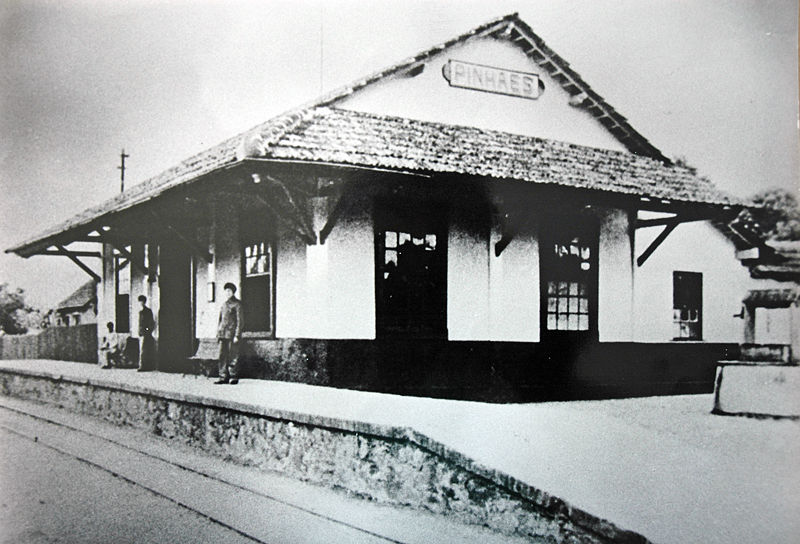
Imagem da Estação Ferroviária de Pinhaes, como era chamada. Data desconhecida

A construção da Estrada de Ferro Curitiba-Paranaguá em 1885 influenciou na formação de um pequeno povoado nas redondezas da estação de trem na região atualmente conhecida como Pinhais. Com base nos registros da Segunda Lei de Terras do Paraná, é possível trabalhar com a hipótese de que a Estação Ferroviária de Pinhais tenha surgido para o tráfego do centro produtor de São José dos Pinhais, grande produtor de erva-mate, madeira e outras mercadorias. Esta teoria foi aceita pois a maioria dos registros sobre a Estação de Pinhais da época, faziam menção à estrada que dava acesso à São José dos Pinhais. A construção da ferrovia e a inauguração da Estação Ferroviária Pinhais impulsionou a construção de uma pequena comunidade onde ficaram estabelecidos os responsáveis pela manutenção da estrada-de-ferro. Nesta época, já estavam estabelecidos um grupo de proprietários de terras na região. Estes, desenvolviam atividades de plantio e criavam animais, tendo como centro de consumo, a capital paranaense, localizada próxima à região. Estas propriedades localizavam-se próximas ao Rio Palmital, Atuba e Iraí.

### Indústria cerâmica

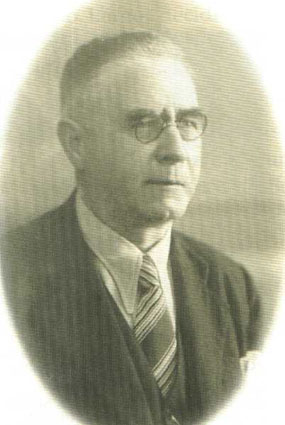
O proprietário da Indústria Cerâmica, Guilherme Weiss

Além da estação, outro fator para a formação do povoado foi a inauguração de uma indústria de cerâmica, em meados do ano de 1885, logo após a construção da ferrovia e da estação. A princípio, a indústria cerâmica tinha como objetivo atender à região e arredores, como certos pontos em Curitiba, e também indústrias de tijolos e telhas. Por volta de 1912, Guilherme Weiss comprou a indústria da família Torres e deu início a um processo que transformou o estabelecimento em uma verdadeira potência. Com o novo proprietário, a indústria passou a importar novos maquinários e ampliou drasticamente a capacidade de produção. Quando estes novos equipamentos chegaram à indústria cerâmica foi necessário obter mão-de-obra especializada. A indústria tornou-se uma grande potência e foi necessário construir residências para os operários, formando uma pequena vila. Algumas famílias foram convidadas pelo próprio Guilherme Weiss, como a família Chalcoski, Kropzak e Pontella, que anteriormente trabalhavam na olaria dos irmãos Hauer, em Curitiba. Nesta época, outras famílias passaram a trabalhar na indústria, na fabricação de telhas e tijolos ou mesmo na extração de barro. Na pequena vila onde residiam os operários, localizavam-se também barracões e armazéns responsáveis pelo abastecimento de cereais e outros gêneros alimentícios. Guilherme Weiss veio a falecer em meados da década de 1930, fazendo com que o seu genro, Humberto Scarpa, assumisse a direção da indústria. A herança que Weiss deixou para Scarpa incluía a própria fábrica e suas terras, localizadas na região. Em meados da década de 1960, Scarpa desativou a indústria e iniciou um processo de loteamento, dando origem a muitos bairros que atualmente integram-se à Pinhais.

### Indústria de cimento

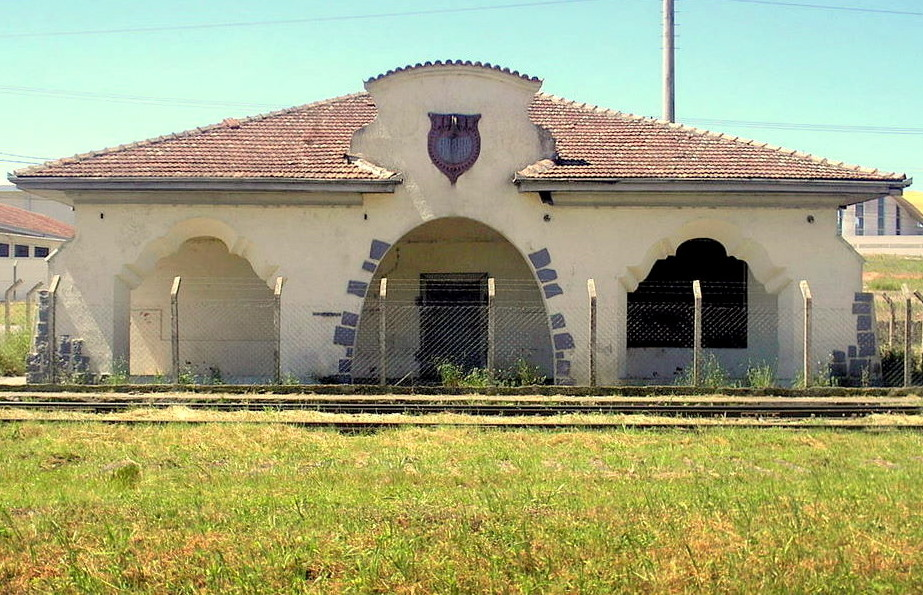
Construída na década de 1940, a Estação Ferroviária de Pinhais era o pátio de cruzamento dos trens vindos do interior do estado em direção à capital

Ainda no início da década de 1930, um grupo de empreendedores decidiu construir uma grande indústria de cimento na região, conhecida como Indústria de Cimento Portland Paraná. A escolha da região para estabelecer a indústria ocorreu devido à proximidade com Curitiba. A compra da área ocorreu oficialmente no início da década de 1930, sendo que em meados de 1933 começou a construção da estrutura da fábrica, juntamente das 33 casas para os operários. A indústria comprou equipamentos avançados importados da indústria europeia. Anos após 1945, foram trazidos os maquinários importados, via ferrovia que ligava Paranaguá com Curitiba. Durante este período (1930-1945), o Brasil passou a repensar o seu posicionamento de país agroexportador. Esta época foi caracterizada pela grande preocupação com a urgente implantação de uma indústria base (siderurgia, cimento, entre outros) que sustentasse a posterior formação de um parque industrial no país, independente do fornecimento da indústria estrangeira. Durante este período, os países responsáveis pelo fornecimento de trabalhos industriais ao Brasil, estavam travando a Segunda Guerra Mundial. Foi que o Brasil iniciou suas ideias de industrialização, interrompendo as importações de países estrangeiros industrializados, o que fortaleceu as indústrias de base. Embora, por motivos incertos, a indústria de cimento não chegou a iniciar as atividades de produção.

### Mudanças territoriais
As delimitações de Curitiba estendiam-se, ocupando quase toda a extensão territorial da Região Metropolitana. Estas grandes e vastas terras continuaram pertencendo à capital até meados do século XIX, quando foram criados novos municípios. A área de Pinhais pertenceu também à capital, até o final do século XIX. No ano de 1890, uma parte de terras de Curitiba, inclusive Pinhais, ficou desmembrada, passando a ser propriedade do Município de Colombo, o que pode ser comprovado de acordo com o decreto nº71 de 31 de Janeiro de 1890, que fixou os limites do novo município. Durante este período (por volta de 1932), o Paraná estava sendo administrado pelo interventor Manuel Ribas, que promoveu mudanças no estado, inclusive as delimitações geográficas de vários municípios. Pinhais, que era propriedade de Colombo, passou a pertencer à Piraquara, sendo que Colombo voltou a pertencer aos limites de Curitiba. O decreto nº2505 de 27 de Outubro de 1932 fixou oficialmente o território de Pinhais à Piraquara. A partir da década de 1960, com o crescimento do povoado na região, a comunidade começou a reivindicar a instalação de serviços públicos locais. Alguns "pinhaienses" (como eram chamados) passaram a ingressar na ordem política de Piraquara, e devido à importância da região, Pinhais foi promovido à categoria de distrito em 21 de novembro de 1964. Na década de 1970 e 1980, o distrito abrangia uma enorme quantidade de pessoas, implicando demandas em vários setores. Para implantar a infraestrutura que suprisse as necessidades da população era necessário a organização e o gerenciamento de um poder público local. Consequentemente, no final do ano de 1991, foi realizado um plebiscito para ser verificado o interesse da população de Pinhais pela implantação de um Poder executivo e legislativo local. Esta consulta conteve um alto índice de aprovação, cerca de 20.456 votos de um total de 23.310 pessoas participantes, o que equivale a 87% de aprovação.

### Pinhais torna-se município

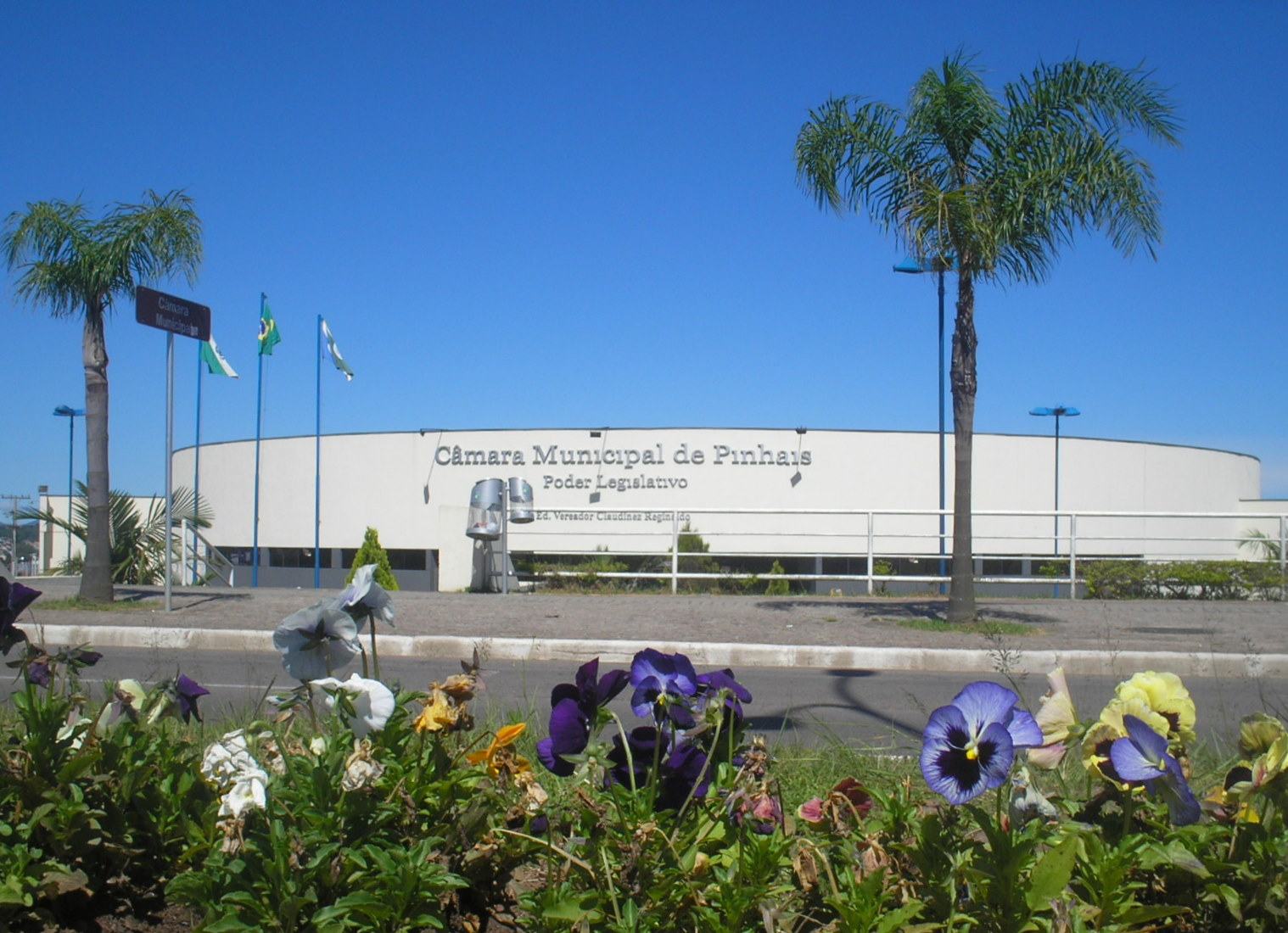
Câmara Municipal de Pinhais, sede do poder legislativo

O deputado estadual e presidente da Assembleia Legislativa do Paraná, Aníbal Khury, determinou a criação do município de Pinhais, desmembrando-se de Piraquara. Pinhais tornou-se município oficialmente em 20 de Março de 1992, o que até atualmente, é data festiva do calendário pinhaiense. Em 1993, com o estabelecimento do Poder público local, o Poder Executivo passou a estabelecer metas de desenvolvimento para o município através das suas secretarias. Muitas questões e assuntos como saúde, educação, esporte, cultura, entre outros, foram discutidas em grupo.
Em 2016, no Ranking Nacional da Transparência avaliado pelo Ministério Público Federal – MPF, Pinhais ficou entre as poucas cidades que conseguiram alcançar a nota máxima.
Desde sua emancipação, Pinhais teve os seguintes prefeitos:
- João Batista Costa: 1993—1996
- Siegfrield Zico Böving: 1997—2000
- Luis Cassiano de Castro Fernandes: 2001—2004, 2005—2006 (renunciou para concorrer a deputado estadual)
- Mário Bonaldo: 2006—2008
- Luiz Goularte Alves: 2009—2012, 2013—2016
- Marly Paulino Fagundes[11]: 2017—2020, 2021—2022 (renunciou para concorrer a deputada estadual)
- Rosa Maria de Jesus Colombo[12]: 2022—2024

## Características geográficas

### Extensão territorial e municípios limítrofes

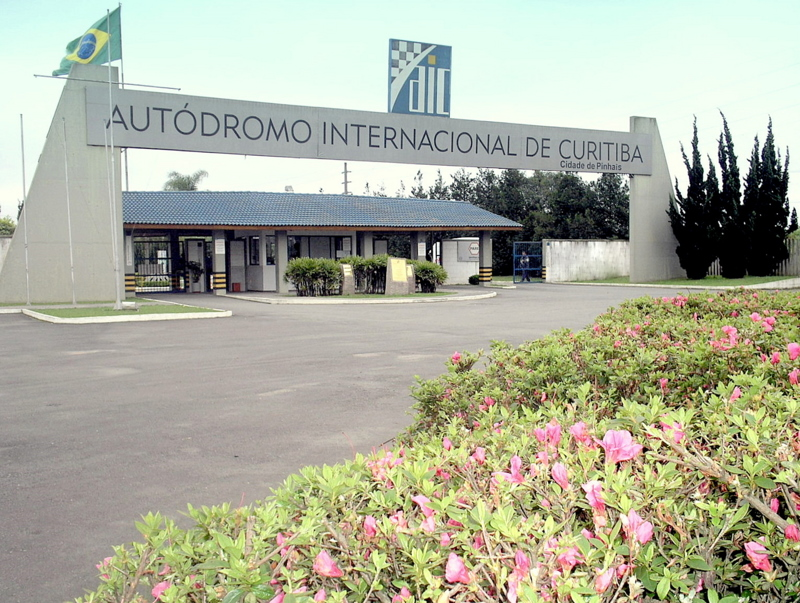
Entrada do Autódromo Internacional de Curitiba, localizado na divisa entre Pinhais e a capital

O Município de Pinhais é o menor município do Paraná, com cerca de 61,007 quilômetros quadrados. Está localizado a 893 metros de altitude, e é considerado um local plano com algumas suaves inclinações, como no bairro Vila Amélia e nas proximidades do Centro e Jardim Pedro Demeterco. Cerca de 1/3 de seu território encontra-se nas proximidades da Área de Proteção Ambiental do Iraí, enganosamente considerado propriedade do Município de Piraquara. Pinhais pertence à Região Metropolitana de Curitiba e limita-se com Curitiba, Colombo, Piraquara, São José dos Pinhais e Quatro Barras. Durante os primeiros anos após o início de povoação (séculos XIX e XX), Pinhais abrangia uma enorme quantidade de Araucárias (Araucaria angustifolia), fator que influenciou na nomeação do local. Junto com as araucárias, a fauna da região contava com a presença de gralhas-azuis que ajudam na proliferação e disseminação da espécie de árvore.

### Bairros
Oficialmente, o município é formado por 15 bairros:
| - Alphaville Graciosa - Alto Tarumã - Atuba - Centro - Emiliano Perneta - Estância Pinhais - Jardim Amélia - Jardim Cláudia | - Jardim Karla - Maria Antonieta - Parque das Águas - Parque das Nascentes - Pineville - Vargem Grande - Weissópolis |

### Relevo
O Município de Pinhais encontra-se no primeiro planalto paranaense a 893 metros de altitude acima do nível do mar. Com cerca de 61,007 quilômetros quadrados de extensão, Pinhais é considerado um local plano e com suaves inclinações e montes. Em sua superfície, encontram-se argila e areia depositadas ao longo dos rios e nos arredores da cidade, chamada de Formação Guabirotuba ou Bacia de Curitiba, estendida desde a escarpa de São Luis do Purunã até Quatro Barras. As principais características geomorfológicas localizadas nesta região, são as planícies de várzeas ou de inundações, com depósitos sedimentares pouco entalhados e freqüentes terrenos alagadiços, intercalados com um relevo de vertentes suaves em algumas áreas.

### Vegetação

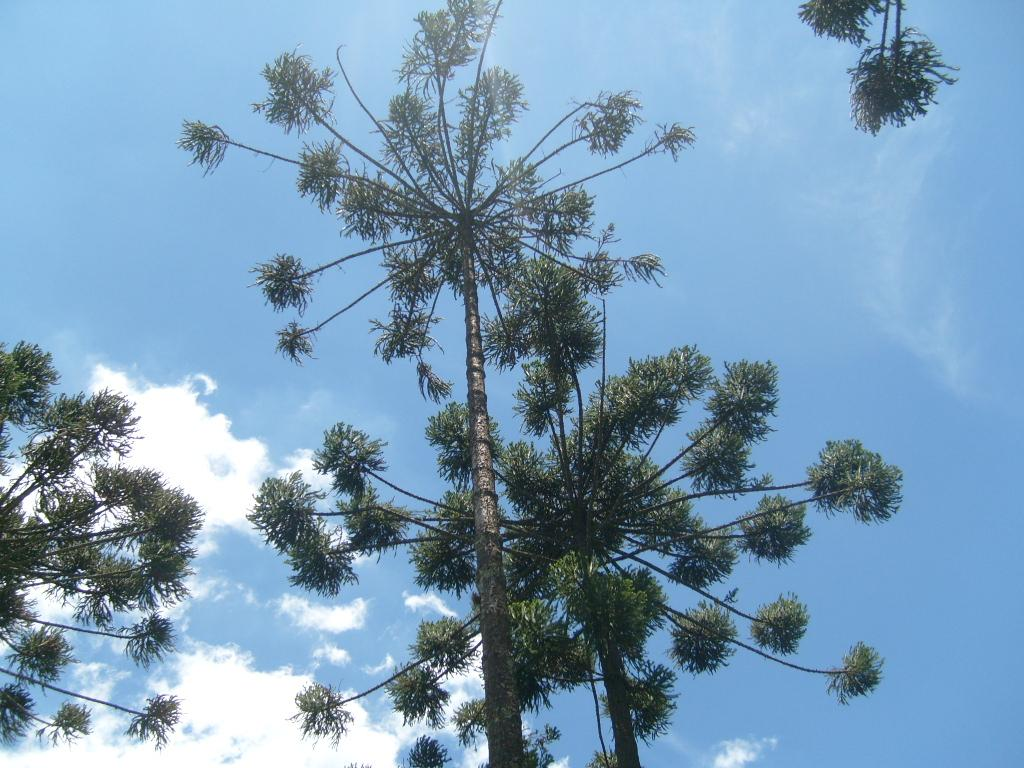
Pinheiros (Araucaria angustifolia) localizados no município pinhaense

Embora seja muito popular por suas araucárias, o município de Pinhais abrange outros tipos de vegetações, distribuídos ao longo da região, em diferentes solos e altitudes. Algumas áreas do município ainda estão preservadas naturalmente, como a região conhecida como Área de Proteção Ambiental do Iraí, que de fato, possui um território de propriedade de Pinhais. Como dito, o tipo de vegetação mais conhecido em Pinhais é a Mata Araucária que é formada, majoritariamente, por Pinheiros-do-Paraná. Esta vegetação foi encontrada nestes solos desde a formação dos primeiros povoados, e foi um fator que influenciou a nomeação do município. A vegetação do município pinhaiense também conta com a vegetação conhecida como Campos Naturais, que possui sua formação enquadrada como estepe gramíneo-lenhosa, distribuindo-se pela região, onde as gramíneas (capim) predominam e a parte lenhosa é representada por capões e matas de galeria. Geralmente este tipo de vegetação é encontrada em locais planos e altos, majoritariamente utilizados para as atividades agropecuárias que não são muito utilizadas na região. Como o município abrange um total de cinco rios e uma represa, é comum se ver nesta região a conhecida vegetação chamada Mata Ciliar, que forma-se nas margens dos rios. É também conhecida como mata de galeria, mata de várzea, vegetação/floresta ripária.

### Hidrografia

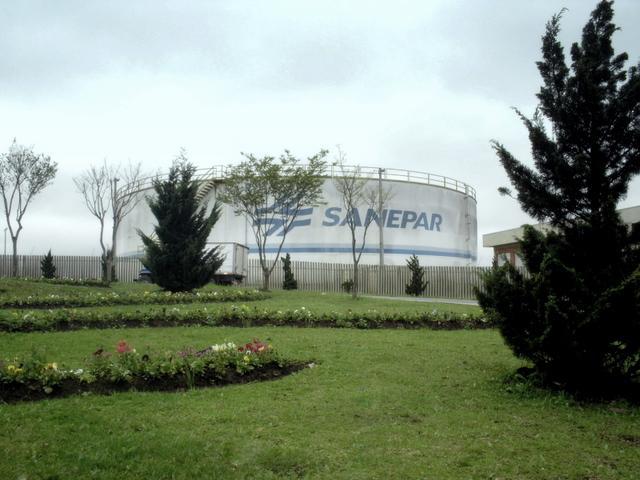
Caixa d'água da Sanepar, empresa paranaense responsável pela distribuição de água na cidade

A Área de Proteção Ambiental do Iraí (conhecida como "APA do Iraí"), de grande importância para o próprio município e toda a Região Metropolitana, é formada por mananciais responsáveis por grande parte do abastecimento de água para estas regiões. Os rios que estão presentes em Pinhais, compõem a Bacia Hidrográfica do Rio Iguaçu, a maior do estado paranaense. O Rio Iraí é considerado por muitas pessoas como o rio mais importante do município de Pinhais. Suas nascentes estão localizadas no Município de Piraquara, onde foi represado para o abastecimento que inclui Curitiba e [Região Metropolitana. Este rio estende-se por Pinhais, além dos municípios de Piraquara, Colombo e Quatro Barras. Ao sul do município, encontra-se com o Rio Atuba, pertencentes à bacia hidrográfica do Rio Iguaçu. Grande parte das nascentes do Rio Atuba localizam-se no Município de Colombo, na Região Metropolitana de Curitiba e deságua no Rio Iraí. O Rio Atuba é responsável por delimitar o Município de Pinhais com Curitiba. Suas águas estão severamente poluídas graças a um grave problema de ordenamento territorial em suas margens e a desconscientização da população, o que acaba prejudicando a mata ciliar e o leito do rio, sem falar em possíveis alagamentos. O Rio Palmital possui suas nascentes localizadas em Curitiba, no encontro de afluentes vindos de Colombo e Almirante Tamandaré e percorre o Município de Pinhais de norte a sul, onde acaba por encontrar-se com o Rio Iraí. Devido a falta de saneamento básico, recebe um grande nível de carga de esgoto doméstico, prejudicando a mata ciliar e a saúde de quem convive com este problema; embora esteja extremamente poluído atualmente, o Rio Palmital já foi limpo e segundo a população veterana da região, crianças brincavam no rio. O Rio do Meio nasce ao norte de Pinhais e encontra-se ao sul nas "cavas" (local também conhecido como Parque das Águas), próximo ao Rio Iraí, ocupando uma área de 40 quilômetros quadrados. Considerado o menor rio do município, o Rio do Meio é o único rio que está totalmente dentro do território pinhaiense. Embora esteja naturalmente preservado, o rio corre grandes riscos de contaminação graças à ocupações irregulares próximas à sua nascente.
O município de Pinhais e outros da Região Metropolitana são abastecidos pela Represa do Iraí, que ocupa uma área pertencente ao território pinhaiense, ao município de Piraquara, entre outros. A barragem no local foi criada para controlar as cheias, ou seja, para conter o excesso de água em períodos, principalmente, de chuva na região. O reservatório abastece cerca de um milhão de pessoas na Região Metropolitana. Ainda no município de Pinhais, está localizada o parque das águas, localizado ao sul do município, onde o Rio do Meio deságua, ou seja, próximo ao Rio Iraí nos limites de Piraquara e a região pinheiense. Esta localidade é também conhecida como "as cavas", local atrativo para a prática de pesca e onde existe a extração mineral de areia.

## Economia

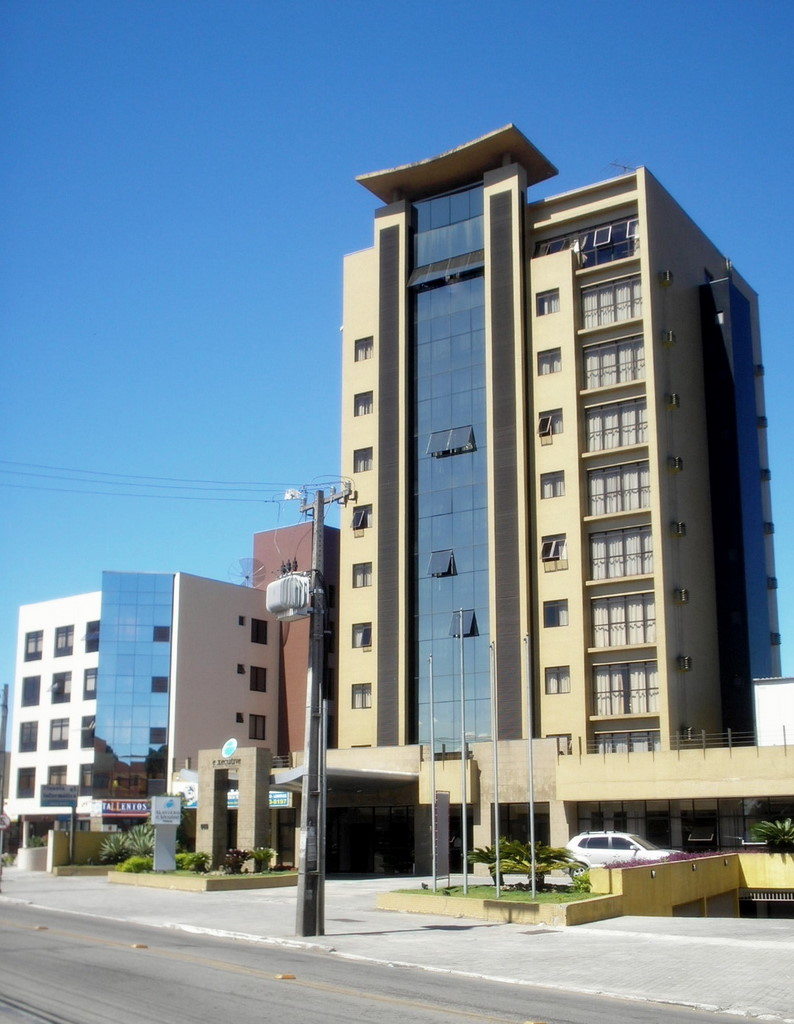
Edifícios localizados na Av. Camilo di Léllis, no centro da cidade

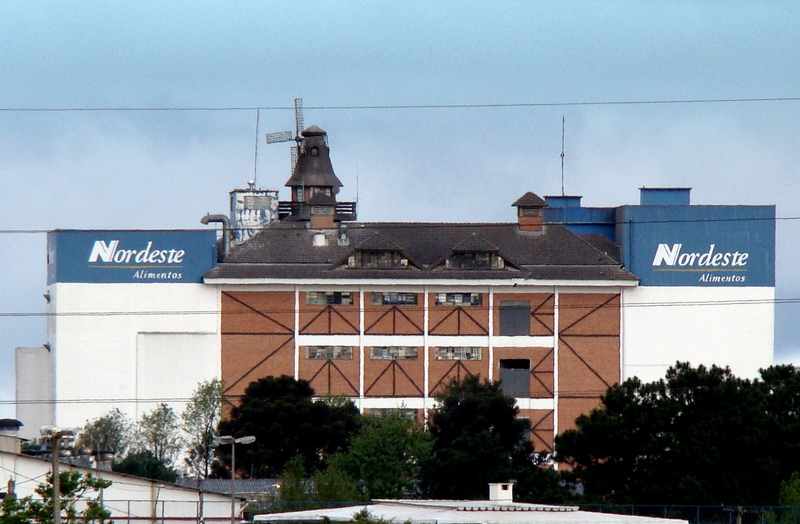
Moinho de indústria alimentícia na divisa com Curitiba

Considerado um grande potencial econômico da Região Metropolitana de Curitiba, Pinhais participa ativamente da economia paranaense, em 14º lugar na lista de IDH dos 399 municípios do Paraná. Responsável por uma significativa parcela da economia do estado paranaense, Pinhais teve um bom desempenho econômico nos últimos dezessete anos, onde foram empregadas muitas indústrias e estabelecimentos comerciais, melhorando o padrão de vida da população. O município possui dois pólos industriais bem definidos e pólos comerciais estrategicamente distribuídos, atingindo a marca de 454 indústrias no setor secundário, 750 empresas que participam do setor terciário e mais 1426 estabelecimentos comerciais. Na região, existem indústrias muito fortificadas como as moveleiras, gráficas, metalúrgicas, mecânicas e de materiais plásticos. O ritmo do crescimento da cidade é, atualmente, fato observado nos mais diferenciados meios que avaliam o desenvolvimento da Região Metropolitana da capital paranaense. A economia do município esteve diversificando-se nos últimos anos, principalmente pelas indústrias de ponta de serviços especializados, que possuem um ótimo desempenho, destacando-se e oferecendo ótimas oportunidades para o investimento da região.
Em 2007, o município  apresentou o maior índice de empregabilidade do estado, além de estar entre as três primeiras cidade em nível de empregos. Em 2009 foi a mais bem colocada em todo o estado do Paraná em relação as áreas de emprego e renda, além de ser um dos 5 municípios mais desenvolvidos do  estado e o mais bem colocado entre os da Grande Curitiba. Possui também o autódromo, gerando grandes atividades em pinhais

## Transporte

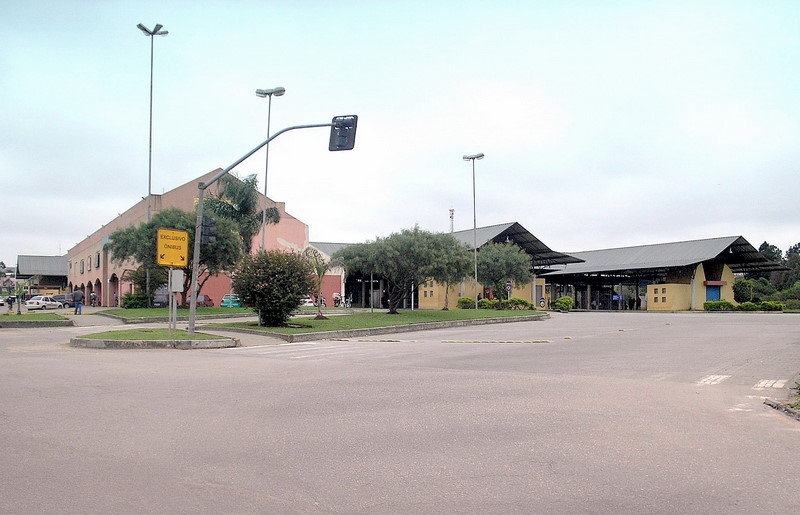
Terminal Urbano de Pinhais, que integra-se não só com a capital como também com outros municípios da Grande Curitiba. Dentro do terminal há também o Shopping Metropolitano Pinhais, com cerca de 80 lojas.

Ainda durante o início da urbanização na região atualmente conhecida como Pinhais, uma das grandes dificuldades para os habitantes era o transporte, devido ao fato de que a região abrangia grandes extensões de terras, dificultando o acesso à Curitiba. Um dos únicos modos de chegar à capital era locomovendo-se através da ferrovia ou mesmo através de um carreiro que seguia junto a alguns canos da Companhia de Água e Esgoto do Paraná, caminho geralmente usado por lavradores da região que locomoviam-se até a capital para comercializar seus respectivos produtos. Durante este período, o transporte era extremamente precário, um exemplo disto é o depoimento que Iassy Kaudy, uma moradora da região durante a época prestou:
"Primeiro tinha que dar a volta até o Atuba, Quatro Barras […] pela Estrada da Graciosa para chegar até o Alto da Glória e o Centro de Curitiba".
Durante muito tempo, para chegar à Curitiba era necessário ir de trem, que segundo os moradores da época, ficava apenas duas horas na Estação Ferroviária de Curitiba, impossibilitando os moradores de cumprirem suas responsabilidades na capital. Em meados da década de 1950, o roteiro que dava acesso à capital paranaense recebeu uma significativa melhoria, onde o caminho foi ampliado e denominado Estrada do Encanamento; passaram também a circular alguns ônibus coletivo, que ligava a região de Pinhais à Piraquara e Curitiba.
Em meados da década de 1960, instalou-se na região a empresa Expresso Azul, que passou a prestar serviço de transporte coletivo na região. Em 2000, o agora Município de Pinhais inaugurou seu terminal, que também conta com uma série de comércios, estabelecimento considerado Terminal e Shopping Pinhais. O sistema de transporte público do município faz parte do sistema de transporte público de Curitiba, URBS.
O município de Pinhais é servido pelas seguintes rodovias:
- BR-116, que passa por seu território, que liga Curitiba a São Paulo
- PR-415, que liga Curitiba a Piraquara
- Trechos da Estrada da Graciosa[21]

O município de Pinhais é servido pela seguinte ferrovia:
- Estrada de Ferro Curitiba Paranaguá, que passa por seu território, ligando Curitiba a Paranaguá[22][23][24]

## Educação

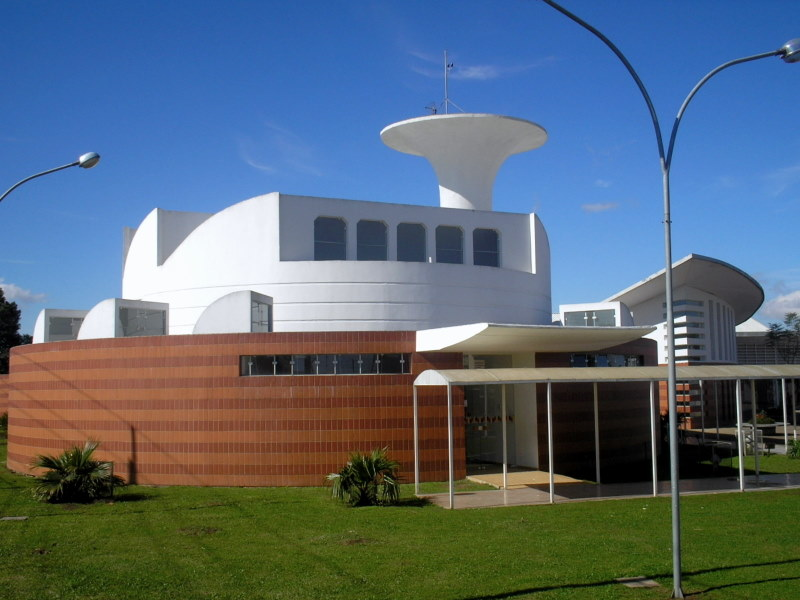
Escola Municipal Guilherme Ceolin, cujo design é destaque no que se refere a arquitetura bio-ambiental.

O primeiro estabelecimento de ensino na região foi construído em 1914, visando o ensino das crianças filhas dos funcionários que viviam aos arredores da Estação Ferroviária de Pinhais. O estabelecimento (que localizava-se em uma casa construída para os ferroviários) ficou conhecido como "Casa de Instrução", que a princípio continha apenas em uma única sala de aula. Anos mais tarde, esta escola foi transferida para a casa da família Cunha Luz. Durante a década de 1920, a potência gerada pela indústria cerâmica da região (onde trabalhavam inúmeras pessoas), fez com que Guilherme Weiss incentiva-se a construção da primeira escola oficial das redondezas. Assim como o crescimento da população, novos estabelecimentos de ensinos foram fundados. O depoimento da professora Norma Chalcoski resumia este momento:
"Tinha uma escolinha ali próxima da Estação […], fizeram outra na Vargem Grande; daí começou a aumentar a população, com o loteamento; daí eles foram fazendo escolinha, de uma sala de aula só".
Atualmente, o município conta com 20 escolas municipais, 12 estaduais, 11 centros de educação infantil e uma faculdade, além dos estabelecimentos particulares, que atendem ao todo 27.941 alunos. O município se destaca em avaliações sobre a educação, apresentando resultados acima da média nacional tanto no IDEB como no ENEM.

## Turismo e cultura

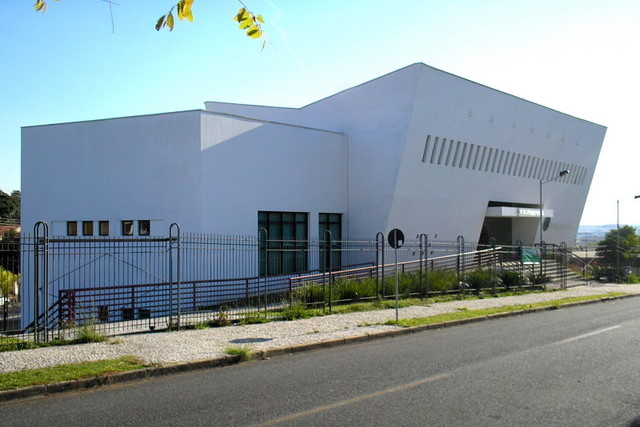
Centro Cultural Wanda dos Santos Mallmann

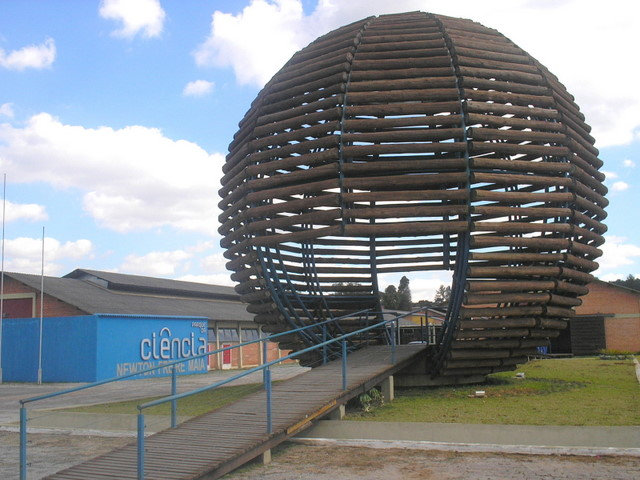
O Globo; entrada para o Parque da Ciência Newton Freire Maia

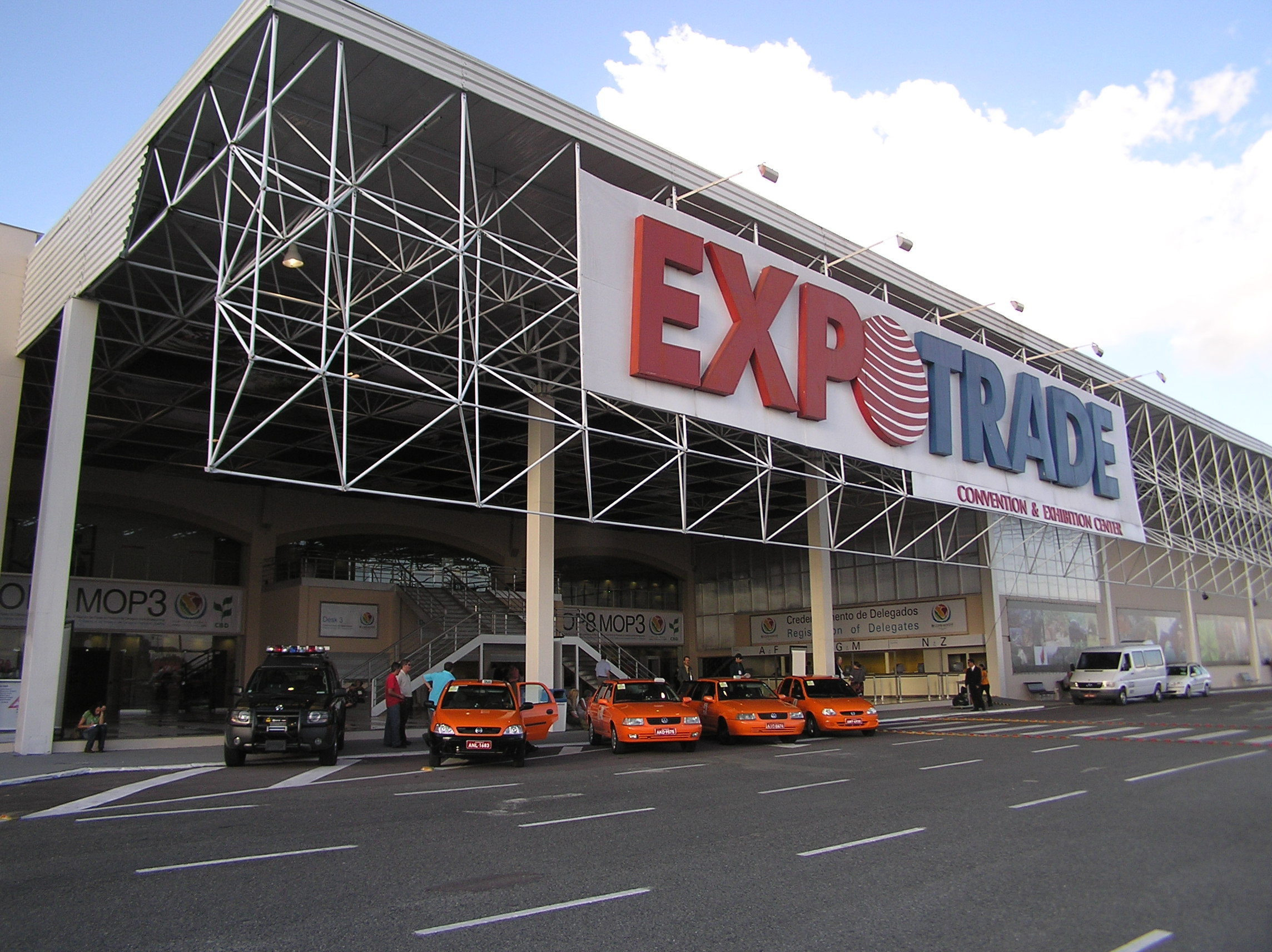
Entrada do Expotrade Pinhais, na ocasião do evento MOP-3 COP-8, da ONU, em Curitiba

Atualmente, o governo de Pinhais está investindo muito na cultura. No município estão sendo lançadas festivais, concursos e também, foi construído um centro cultural. Foi criado em 2006 o Festival de Teatro de Pinhais (FETEPI), que acontece anualmente, com o objetivo de apresentar teatros de qualidade direcionada para o público adulto e infantil. O festival tem como objetivo estimular as crianças e jovens que são premiados em diversas categorias. Em 2007 foi feito um Concurso de Fotografia, com o objetivo de mostrar o cotidiano da cidade; as imagens eram classificadas como amadoras ou profissionais, onde eram escolhidos três vencedores que ganhariam medalhas e prêmios.
Pinhais conta com o Centro Cultural Wanda dos Santos Mallmann, criado em 2005 e que possui 1.300 metros quadrados. O custo da obra foi de R$ 1.164.000,00, e atualmente, conta com gibiteca, videoteca, biblioteca direcionada para a população, exposições, e também disponibiliza cursos gratuitos para pessoas de todas as idades.
O escultor e pintor Luis Gagliastri fundou um centro cultural em um terreno de 73 mil metros quadrados, atualmente conhecido como Centro Cultural Gagliastri, local que possui ateliê de pintura, fundição de esculturas e memorial e trilhas com largos jardins de esculturas. Atualmente, o artista visa desenvolver novas técnicas de esculturas e lançar uma nova linha de design com peças utilitárias.
O Ateliê Corbellini é um espaço reservado para exibir um acervo diversificado de técnicas com pedras, resinas, metais, moldes, entre outras coisas. A nomeação do ateliê é dedicada ao artista plástico Luciano Corbellini, que desde sua infância, possuía intimidades com a arte.
O Parque Newton Freire Maia, é um espaço dedicado a divulgação científica e tecnológica, através de recursos didáticos, experimentos, ilustrações e multimídia, os monitores responsáveis explicam aos visitantes sobre os desenvolvimentos científicos, tecnológicos, matemáticos, geográficos, físicos, químicos, astronômicos, biológicos, entre outros assuntos.
A cidade abriga um dos maiores centros de exposições e convenções da Região Sul do Brasil, o Expotrade Convention Center. Com 34.000 m² de área construída, neste espaço ocorrem com frequência grandes shows e apresentações tanto a nível nacional como internacional (como o do Cirque du Soleil, em 2007, ou da banda Oasis, em 2009, e Iron Maiden, por exemplo), além de eventos importantes, como a reunião da COP-8 e da COP/MOP-3, em 2006.
Em agosto de 2009, foi executado o Primeiro Festival da Feijoada no município, promoção criada pela Secretaria de Desenvolvimento Econômico através do Departamento de Turismo, que visa instituir um evento cultural em Pinhais
A Linha Pinhais Turismo, um projeto da Secretaria de Desenvolvimento Econômico através do Departamento de Turismo, realiza visitas monitoradas aos atrativos turísticos do município de Pinhais, com um micro-ônibus de 26 lugares. O trajeto percorre o Roteiro Turístico Estrada Ecológica, localizado na Área de Proteção Ambiental do Iraí, que conta com atrativos e equipamentos turísticos para grupos das mais diversas idades e interesses e também os principais pontos do centro da cidade, incluindo o Bosque Municipal de Pinhais, a Igreja Nossa Senhora da Boa Esperança, a Feira Livre da Jacob Macanhan entre outros. O roteiro dura em média 4 horas e as paradas variam de acordo com o público  e a disponibilidade dos empreendedores, pois é preciso agendamento prévio.
Os passeios são agendados para as quartas e sextas-feiras, das 13h às 17h e com grupos de no mínimo 15 pessoas e máximo de 26 pessoas.

## Manifestações religiosas

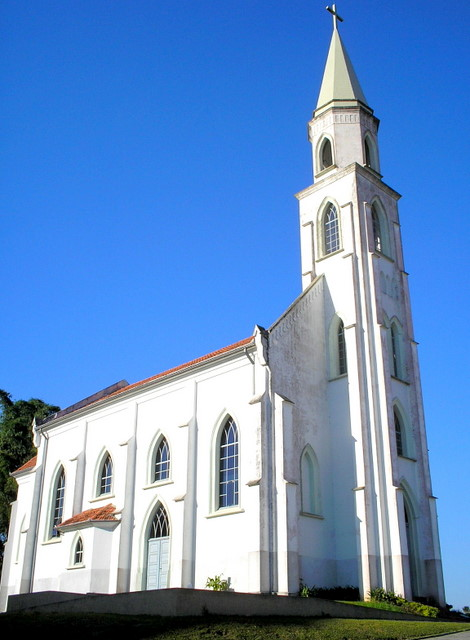
Igreja Nossa Senhora da Boa Esperança, tombada como patrimônio histórico do município.

Os primeiros habitantes da região, eram majoritariamente católicos e como na época não havia uma igreja nas redondezas, as reuniões religiosas geralmente ocorriam em residências ou no pátio de uma clássica serraria da região.
Por volta de 1926, foi construída a primeira igreja na região, chamada Paróquia Nossa Senhora da Boa Esperança, e aos poucos, as reuniões religiosas foram transferidas para a igreja. O proprietário da Indústria Cerâmica foi o responsável pela doação do terreno e dos materiais de construção, e os operários da indústria dispuseram seu tempo livre para ajudar na construção da igreja. A inauguração ocorreu no mesmo dia do casamento da filha de Guilherme Weiss, Adelaida Weiss com Humberto Scarpa, sendo assim, a celebração ocorreu na igreja, inaugurando o estabelecimento. Tal templo, atualmente, é tombado pelo patrimônio histórico do município, e pertence à Fundação Weiss Scarpa, Ordem Soberana e Militar de Malta.
Outras comunidades religiosas que abrangem um grande número de fiéis no município, são as igrejas Batista, Luterana, Assembleia de Deus, Santos dos Últimos Dias e Testemunhas de Jeová. Até a atualidade, realizam-se procissões e festas com grande participação da comunidade católica, sendo que atualmente ocorrem geralmente no novo pavilhão, construído há alguns anos. A padroeira do município é a Nossa Senhora da Boa Esperança, comemorada no dia 13 de Maio.

## Personalidades
- Khiuani Dias, ginasta;